# Макаренко Петро Леонтійович
Макаренко Петро Леонтійович (6 липня 1888, станиця Новощербинівська — 13 травня 1970, м. Каракас) — український громадський і політичний діяч, педагог, учений.

## Життєпис
Народився в станиці Новощербинівська (нині станиця Краснодарського краю, РФ). 1907 закінчив учительську семінарію. Викладав у станиці Незамаївська (нині станиця Краснодарського краю, РФ), екстерном закінчив Московський педагогічний інститут.
У червні 1917 був делегований Кубанським військовим урядом на Загальнокозацький з'їзд у м. Петроград (нині м. Санкт-Петербург), у вересні 1917 увійшов до Кубанської крайової ради як представник станиці Незамаївської. Працював у складі комісії по самоврядуванню першої Кубанської Законодавчої Ради. Наполегливо відстоював інтереси кубанського козацтва, протистояв неконтрольованому напливу переселенців з Росії на Кубань. 1918 представляв Кубань на переговорах з Донською козацькою державою. У жовтні 1918 перебував у складі Кубанської надзвичайної місії в Україні. Відзначився, разом із братом Іваном, як один з найбільш впливових провідників Кубанської Народної Республіки, послідовний захисник інтересів українців Кубані, прихильник об'єднання з Україною. Протистояв русофільській політиці керівників Білого руху, уник замаху на життя, у листопаді 1919 висланий з Кубані до Стамбула.
В еміграції проживав у Чехословаччині, створив у Празі Кубанський архів, матеріали якого ввійшли до 4-томника «Трагедія козацтва», взяв активну участь у діяльності «Громади кубанців у Чехословацькій республіці», яка випустила збірку «Кубань», автор кількох книг з історії та сучасності Кубані. 1930 обраний головою Комітету українських емігрантів, який виступив проти політики пацифікації в Галичині. Від кінця 1948 жив у Південній Америці, працював у Національному банку Венесуели.
Помер у м. Каракас (Венесуела).